# Elisa Rigaudo
Elisa Rigaudo (Cuneo, 17 de junho de 1980) é uma atleta italiana que disputa provas da marcha atlética. Rigaudo conquistou a medalha de bronze nos Jogos Olímpicos de 2008 em Pequim.